# Selvas secas de Yucatán
Las selvas secas de Yucatán forman una ecorregión que pertenece al bioma de bosques secos tropicales y subtropicales de hoja ancha según la definición del Fondo Mundial para la Naturaleza. Se extiende sobre un suelo de piedra caliza a lo largo de la región noroeste de la Península de Yucatán y presenta un clima cálido subhúmedo. La región es mayormente llana y se encuentra por debajo de los 400 metros de altitud cubriendo una extensión de aproximadamente 49 583 km2.

## Flora y fauna
La vegetación predominante es el bosque seco de dosel arbóreo abierto y el matorral espinoso. La mayoría de los árboles y arbustos son caducifolios y pierden sus hojas durante la larga estación seca. Los cactus son comunes, sobre todo cerca de la costa. El sotobosque herbáceo suele ser escaso. Aproximadamente 96 especies de mamíferos son autóctonas de la ecorregión. Presenta una gran diversidad de avifauna con más de 290 especies de aves, de las cuales dos especies son endémicas. Es considerada una de las ecorregiones con mayor riqueza de herpetofauna en México, principalmente anfibios y reptiles. Algunas de las especies más representativas son el jaguar, la ceiba, el tolok y el pájaro Toh.